# 無綫新聞台
無綫新聞台（英語：TVB News Channel）是香港電視廣播有限公司旗下一條以高清格式播放的新聞頻道，前稱TVB新聞台（收費頻道）、互動新聞台（免費頻道），提供24小時新聞資訊。
無綫電視表示，該台發展數碼電視以「廣播」（大眾化）為原則，但互動新聞台定位則較為窄播，並非綜合性的大眾頻道，具特定的觀眾群，開設頻道旨在「服務社區」，亦是香港其中一個24小時免費新聞頻道。而亞洲第一個二十四小時新聞頻道有線新聞早在1993年已經開播，之後無線新聞跟隨。
本頻道於2004年已在無綫電視的收費平台啟播，免費版本則在2008年11月11日上午11時以互動新聞台的名義試播，2009年1月1日正式啟播。啟播時的官方口號為「互動新聞台 發揮最強新聞力量」。2012年6月30日起改以高清廣播。
2017年8月15日起，本頻道更名為無綫新聞台，同日原先的J5台亦置換為無綫財經台（再於2018年1月20日亦置換為無綫財經·資訊台，又再於2022年9月5日亦置換為無綫財經 體育 資訊台），以確立兩頻道品牌及定位。
該頻道的主要競爭對手為有線寬頻開電視旗下的HOY資訊台及now TV擁有的新聞台。

## 頻道歷史

### 收費頻道時期
tvbN其中文名稱亦為無綫新聞台，在2004年2月18日於收費電視平台exTV 銀河衛視推出。為籌備開台，當時TVB更破格由資深記者及主播徐蕙儀培訓一班非新聞系出身的年輕主播，包括張頌欣、趙海珠、林燕玲、林小珍、羅若安等，在當時掀起一陣輿論。當時，本台以tvb英文小寫加上大寫的N作為台徽，與當時其他TVB收費頻道（tvbQ、tvbE等）一致。
在2005年5月20日，配合銀河衛視更改品牌名稱為「Super Sun新電視」，台徽改以TVB商標加上新聞台字樣（2006年，畫面右上台徽與免費頻道一樣，TVB商標從透明更改為加入蓝綠紅三色）。另外因應「健康台」的啓播，本台停播健康資訊節目《中西醫合壁》，所有同類健康和醫學節目改由健康台播放。
2006年3月1日起，「新電視」再次更名為「無綫收費電視」，並以包括本台在內的「無綫八大收費電視頻道」作推廣，而台徽也更改成與「無綫收費電視」的商標一致。
2006年5月10日，無綫新聞台正式透過無綫收費電視使用第5/205頻道收看和now寬頻電視的無綫收費電視特選組合第805頻道播出。在互動新聞台開台前，無綫新聞台並沒有與其免費頻道翡翠台的新聞進行聯播，與同類頻道24小時亞視新聞台不同。
2013年4月29日，該頻道將中文名稱無綫新聞台更名為TVB新聞台，所有節目宣傳以TVB新聞台稱之。
2015年3月3日，TVB新聞台標清版本於無綫網絡電視、now寬頻電視均改以16:9制式傳送（高清版本早已開播）。
2015年12月6日底，《香港早晨》增設星期日版，惟只在互動新聞台及TVB新聞台播出。
因應高清翡翠台將於2016年2月22日起易名為J5啟播，TVB新聞台於2016年1月起取消播放財經及資訊節目（不過《開市第一擊》仍會繼續播出），並全面與互動新聞台聯播。
2017年4月1日起，因應TVB交還收費電視牌照，包括本頻道在內的所有收費頻道台徽都有改動，原無綫收費電視圓形三色台徽被改為TVB商標，惟通過nowTV播放的版本不變。
過去，本台收視戶主要為前無綫網絡電視用戶和海外收費電視用戶為主，雖然無綫網絡電視已交還香港收費電視牌照，但香港nowTV仍會繼續播放並接受用戶申請無綫網絡電視組合。
2019年1月16日香港時間午夜12時，TVB新聞台停播，而TVB Anywhere平台上的該頻道升級成為無綫新聞台。

### 互動新聞台時期
2007年底，香港開始免費数碼電視服務，兩個免費電視台（無綫和亞視）推出多個数碼頻道，當時亚洲電視開設新聞財經頻道，而無綫電視本無計劃設立免費新聞頻道，原計劃是設立互動資訊台（Interactive Information Channel），播放諸如飲食、旅遊、消閒等資訊娛樂（Infotainment）節目；「互動」是指電視台可以MHEG-5同步提供節目內容有關資訊，如飲食節目提供食肆資料，以及和觀眾即時互動，例如投票等等（後者需要機頂盒或電視機設有互聯網連線），當時本台原定於2008年下半年推出，並在試播期間重播TVB生活台的資訊節目；2008年北京奧運期間，為了騰出頻譜優化高清翡翠台直播畫面質素，本台於當時暫停廣播。
奧運後，為與其時亞視新聞財經頻道競爭，最終正式開播時改為與無綫收費電視（後來改稱無綫網絡電視）的「無綫新聞台」實行聯播，並取名為互動新聞台，所謂互動，乃觀眾可籍MHEG-5享用一些「互動」功能，例如延遲15分鐘的股市報價，以及天氣預報等。除了以上功能、台徽、宣傳片和廣告有所不同，實際兩台（主畫面）所播節目幾乎一樣，如有突發新聞，互動新聞台將會隨時插播類似亞視新聞財經頻道的雙畫面新聞。
2012年1月2日上午9時起，全面更換片頭，攝影棚置景不變，但色系改以橙配綠色為主。而在2012年6月16日起，頻道為高清廣播作置景準備，早晚播報新聞只間歇使用攝影棚右方的主播桌以及虛擬佈景，據個別主播在微博透露這是由於廠景裝修需時，所以需要暫時使用備用廠景。2012年6月30日，頻道正式改以高清廣播。清晨4時畫面改為1080i高清格式；6時30分，隨著《香港早晨》播映，高清版跑馬燈資訊列正式啟用；上午9時，全面更換片頭和廠景。
另外，除正點報導常規新聞外，該台亦會加入多個時事、消閒和人物訪談節目。
2012年倫敦奧運期間（7月28日至8月13日），由於報道奧運消息，互動新聞台取消與翡翠台及高清翡翠台聯播常規新聞節目（《香港早晨》除外）。
2013年1月1日起，本台使用全新新聞片頭，攝影棚背景改以粉藍及粉紅色調，而所有時段包括主播口述及新聞片段均提供字幕。除新聞時段外，《中華掠影》、《新聞檔案》、《時事通識》、《時事多面睇》、《講清講楚》（重播）、《周末主播室》、《周末闖蕩》、《天氣報告》、《中國天氣預報》及《世界天氣預報》等常規節目亦會提供字幕。
2013年5月20日起，互動新聞台所有的直播及錄播新聞時段（如《新聞報道》、《午間新聞》、《無綫7:30 一小時新聞》、《深宵新聞報道》）、財經節目及部分常規節目（如《時事多面睇》、《講清講楚》）陸續以高清製作。
2013年6月28日起，互動新聞台第一次更换台徽呼號畫面（Ident）。
2014年7月21日起，互動新聞台取消聯播《六點半新聞報道》（但TVB新聞台仍有聯播）。2015年1月5日起，亦取消與翡翠台及高清翡翠台聯播《晚間新聞》及星期六、日的《午間新聞》，另外《無綫八點新聞》更改為《無綫7:30 一小時新聞》。現時只有《香港早晨》與翡翠台聯播。
2015年12月6日起，《香港早晨》增設星期日版，只在互動新聞台及TVB新聞台播放。
因應高清翡翠台於2016年2月22日起易名為J5啟播，互動新聞台及TVB新聞台於2016年2月起取消播放所有財經節目，不過《開市第一擊》仍會繼續播出。
2016年11月19日晚上8時30分起，伴隨其他頻道，互動新聞台第二次更换台徽呼號畫面（Ident）。
2017年3月6日起，互動新聞台更换名牌（namecard）設計，使用近8年的藍、綠、紅色漸變設計改為以天藍色為主。

### 無綫新聞台時期
2017年8月15日起，隨J5更名為無綫財經台（再於2018年1月20日更名為無綫財經·資訊台，又再於2022年9月5日亦置換為財經體育資訊台），互動新聞台亦於同日更名為無綫新聞台，以確立兩頻道品牌和定位。上午6時起更換畫面右上角台徽，上午9時起方使用全新頻道識别畫面和片頭，攝影棚置景和畫面布置並無任何改變。
2018年6月18日起，本頻道各節新聞起用全新片頭，攝影棚牆身背景亦改變為近似2012年的「綠配藍」色系。
2018年6月22日，無綫新聞台推出「啟播10周年」宣傳片（從「互動新聞台」於免費数碼電視啟播算起）。但實際上，連同收費電視時期算起，本頻道啟播至今已逾14年。
2019年1月16日香港時間午夜12:00，隨著TVB新聞台停播，在TVB Anywhere平台中的該頻道升級為無綫新聞台，無綫新聞台正式透過TVB Anywhere平台播放，唯跟香港版本不同的是不設左上角的資訊列及小視窗。頻道包裝的音樂亦有不同，繼承收費電視時期原有功能。
2019年中起，myTV SUPER 700頻道播放「無綫新聞台」，但與83頻道的播放安排有別，遇有突發事件會以全畫面直播實況，繼承直播新聞台原有功能。
2019年9月15日，起用全新「白配橙」片頭。
2021年11月8日起，所有由無綫新聞台播放之節目片尾版權告示，取消顯示從啟播起一直沿用的無綫網址（news.tvb.com）及其後加入的myTV SUPER標誌，僅剩台徽、中英文公司名稱及羅馬數字製作年份。

## 主播列表
- 彭建樺
- 容家耀
- 周可茵
- 廖淑怡
- 王倩荷
- 陳語翹
- 王穎琪
- 梁思齊
- 賀子欣
- 鄭禧年
- 譚詩雅
- 黎在山

## 播放模式
無綫新聞台的節目基本上與原屬收費頻道的TVB新聞台一樣，但無綫新聞台則為16:9廣播，亦加添了互動功能「股票報價」，提供財經資訊。

### 股票報價
股票報價為互動資訊服務，觀眾可利用遙控器的黄色按钮就可以輸入港股編號獲取報價（15分鐘延遲）。而股票報價的資訊乃經由數碼電視訊號傳送，故此毋需接駁互聯網就可使用。備具MHEG-5功能或「TVB互動功能」標誌的機頂盒或綜合電視機，即可使用此項服務，觀眾只要按動遙控器上按黃色按紐，就可啟動股票報價。（部份機頂盒需先開啟MHEG-5畫面和關閉字幕。）

### 廣播格式
- 影像以H.264/MPEG-4 AVC格式編碼，16:9比例輸出畫面。音效以杜比數碼（AC-3）編碼，其中第一條聲道為主畫面聲道，第二條及第三條均為副畫面聲道，每條位流均為兩聲道。
- 目前無綫新聞台與TVB Plus、明珠台及鳳凰衛視香港台共同採用統計復用技術（英语：statistical multiplexing）於一條頻寬大約21.5Mbps（兆位/秒）的單頻網廣播。

## 合作伙伴
包括台灣TVBS新聞台、加拿大新時代電視等。

## 外地版本

### 馬來西亞
在2020年7月6日，無線新聞台正式開播在Astro及頻道號碼為318。但於2021年7月1日起，無線新聞台正式停播，不過馬來西亞地區還可以在TVB Anywhere繼續觀賞，并在Astro Ultra Box点播觀賞至到2024年4月1日，如今Astro用户只可在马来西亚版翡翠台指定节目播出。

## 收視率
| 年份 | 平均收视 |
| ---- | -------- |
| 2014 | 1.4點    |
| 2015 | 1.3點    |
| 2016 | 1.5點    |
| 2017 | 1.7點    |
| 2018 | 1.5點    |
| 2019 | 2.1點    |
| 2020 | 2.3點    |
| 2021 | 2.1點    |
| 2022 | 2.3點    |
| 2023 | 1.8點    |
| 2024 | 1.9點    |

### 引用
1. ↑  TVB2019周年報告 （页面存档备份，存于）第21頁
2. ↑  香港政府：「香港進入數碼廣播新紀元 （页面存档备份，存于）」（記者會短片），網上廣播，21:04-21:25
3. ↑  電視廣播有限公司　數碼頻道「互動新聞台」試播　二十四小時提供新聞、時事及互動資訊服務 （页面存档备份，存于），新聞稿，2008年11月14日
4. ↑  .   [2017-08-23]. （原始内容存档于2017-08-23）.
5. ↑  .   [2012年6月30日]. （原始内容存档于2020年11月12日）.
6. ↑  .   [2012-06-30]. （原始内容存档于2012-07-03）.
7. ↑  電視廣播有限公司.  (PDF). 電視廣播有限公司.   [2022-03-31]. （原始内容 (PDF)存档于2015-04-16）.
8. ↑  電視廣播有限公司.  (PDF). 電視廣播有限公司.   [2022-03-31]. （原始内容 (PDF)存档于2021-02-07）.
9. ↑  電視廣播有限公司.  (PDF). 電視廣播有限公司.   [2022-03-31]. （原始内容 (PDF)存档于2017-08-29）.
10. ↑  電視廣播有限公司.  (PDF). 電視廣播有限公司.   [2022-03-31]. （原始内容 (PDF)存档于2019-08-16）.
11. ↑  電視廣播有限公司.  (PDF). 電視廣播有限公司.   [2022-03-31].
12. ↑  電視廣播有限公司.  (PDF). 電視廣播有限公司.   [2022-03-31].
13. ↑  電視廣播有限公司.  (PDF). 電視廣播有限公司.   [2022-03-31].
14. ↑  電視廣播有限公司.  (PDF). 電視廣播有限公司.   [2022-10-27].
15. ↑  電視廣播有限公司.  (PDF). 電視廣播有限公司.   [2023-05-11]. （原始内容存档 (PDF)于2023-04-21）.

## 外部連結
- 無綫新聞台節目表 （页面存档备份，存于）
- 無綫新聞台直播頻道（無綫新聞網站） （页面存档备份，存于）
- YouTube -《無綫新聞》重溫 （页面存档备份，存于）
- 免費觀看 無綫新聞台 - TVB Anywhere North America 官方網站 （只限加拿大地區）